# 列牙鯻
列牙鯻（学名：Pelates quadrilineatus）为鯻科列牙鯻属的鱼类，又名四帶牙鯻、四線雞魚。

## 分布
本魚分布於印度西太平洋區，包括東非、馬達加斯加、模里西斯、塞席爾群島、馬爾地夫、亞丁灣、巴基斯坦、斯里蘭卡、印度、安達曼海、泰國、緬甸、馬來西亞、菲律賓、印尼、日本、韓國、台灣、中國沿海、馬里亞納群島、馬紹爾群島、諾魯、帛琉、密克羅尼西亞、新喀里多尼亞、澳洲等海域。

## 深度
水深1至25公尺。

## 特徵
本魚體側有5條暗色之平行縱帶，體呈銀白色，背鰭硬棘部及肩部各有一大型黑斑。背鰭硬棘12枚、軟條10枚；臀鰭硬棘3枚、軟條9至10枚。側線鱗片數63至73枚。體長可達30公分。

## 生態

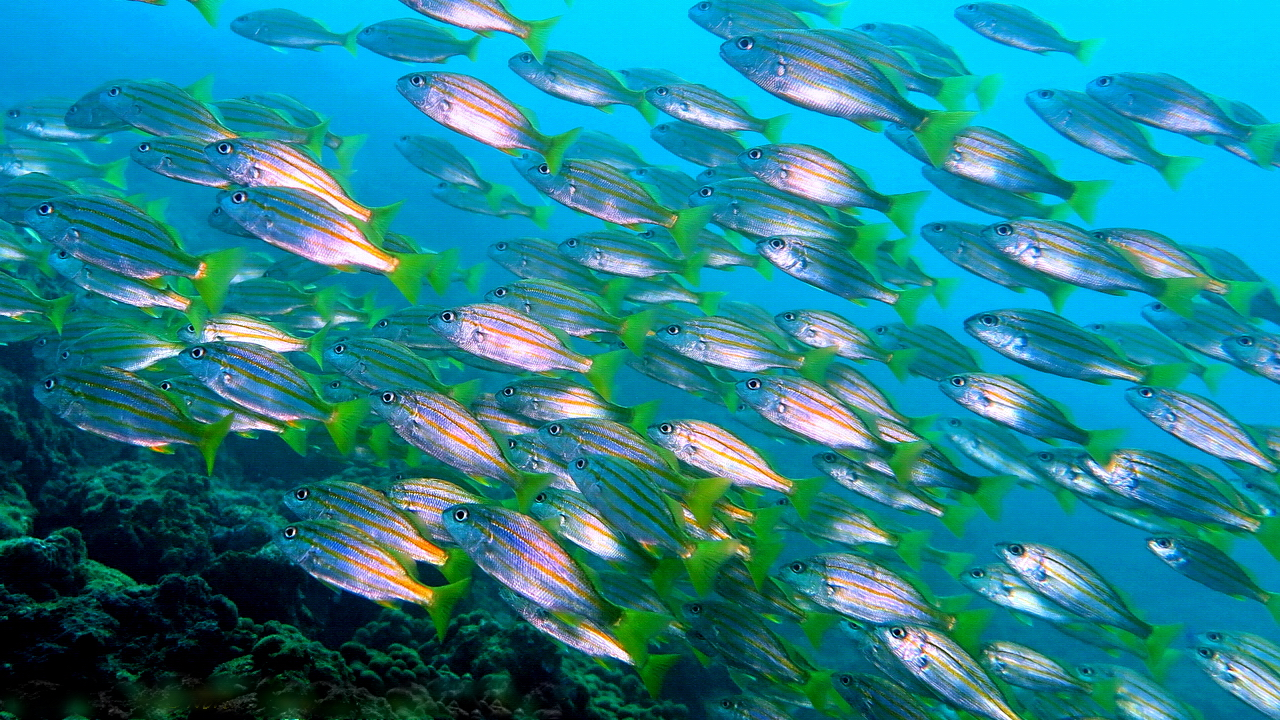
一群四線雞魚群聚在海底礁石上，地點在台灣東北角的 一處知名潛水點(龍洞灣南岸)

屬於熱帶、亞熱帶暖水性近底層魚類。多棲息在沙底質海域，但是在河口汽水域甚少見到，岩礁區有時也可見其蹤跡。以甲殼類和小魚為食，繁殖期時，成魚會保護魚卵，並且用搧動魚鰭提供卵足夠的氧。

## 經濟利用
小至中型食用魚，清蒸、紅燒、煮湯皆適宜。